# Fred Again
Frederick John Philip Gibson (Londres; 19 de julio de 1993), conocido profesionalmente como Fred Again (estilizado como Fred again..), es un DJ, remezclador, productor discográfico, cantante, compositor y multinstrumentista británico.

## Primeros años y educación
Frederick John Philip Gibson nació en Balham, al sur de Londres, el 19 de julio de 1993.
Es hijo del abogado Charles Anthony Warneford Gibson y de Mary Ann Frances Morgan, miembros de la nobleza británica.: 3012  Es bisnieto del aristócrata y financiero Shane O'Neill, 3.er barón O'Neill, y de la socialité británica Ann Fleming (que más tarde se casó con el creador de James Bond, Ian Fleming).: 4124 
Gibson asistió al internado privado Marlborough College en Marlborough, Wiltshire, Inglaterra, entre 2006 y 2011.

## Carrera
A los 16 años, Gibson se unió a un grupo a capela en el estudio de Brian Eno en Londres, que por entonces era vecino de su familia. En 2014, colaboró como coproductor y compositor con Eno y Karl Hyde en sus dos proyectos discográficos Someday World y High Life (solo como compositor). También en 2014, Gibson participó en la Red Bull Music Academy de ese año, celebrada en Tokio (Japón).
En 2018, la canción «Shotgun» de George Ezra, coescrita por Fred, alcanzó el Número 1 en las listas, permaneciendo en el top 3 durante 12 semanas consecutivas. Más tarde, en el mismo año, Gibson también fue acreditado con la coescritura de «Solo» de Clean Bandit, con Demi Lovato, y obtuvo más éxito con la canción de Rita Ora, «Let You Love Me». A Gibson se le atribuye la composición y/o producción de 12 de las 15 colaboraciones de No.6 Collaborations Project de Ed Sheeran en 2019, con canciones acreditadas durante un total de 14 semanas en el Número 1 de las listas.
Gibson ganó el premio al Productor del Año en los Brit Awards 2020. Es el productor más joven en ganar el título. El ganador fue votado por un grupo de ejecutivos de A&R de toda la industria y luego fue seleccionado por el Gremio de Productores Musicales.

### Actual Lifey aclamación de la crítica
En 2019, Gibson inició un proyecto titulado Actual Life, el cual posiblemente fuera inspirado a partir de los dos álbumes de estudio por parte del artista Burial, ya que recopila muestras de diversas fuentes -como notas de voz, clips de redes sociales y música de otros artistas- y las incorpora a pistas originales. Gibson publicó el primero de estos álbumes, titulado Actual Life (14 de abril - 17 de diciembre de 2020), en abril de 2021, que describió como un «diario colaborativo» que refleja sus experiencias vitales durante la pandemia de COVID-19. En noviembre de ese mismo año publicó su continuación, Actual Life 2 (2 de febrero - 15 de octubre de 2021).
En julio de 2022, Gibson interpretó un set para Boiler Room en Londres, que recibió elogios de la crítica y provocó un aumento de su popularidad. Esa misma semana lanzó el sencillo «Turn On the Lights again...» con Swedish House Mafia, que samplea el sencillo de Future de 2012 «Turn On the Lights».
El tercer álbum de estudio en solitario de Gibson, Actual Life 3 (1 de enero - 9 de septiembre de 2022), se publicó el 28 de octubre de 2022. Le precedieron cinco sencillos: «Danielle (Smile on My Face)», «Bleu (Better with Time)», «Kammy (Like I Do)», «Delilah (Pull Me Out of This)» y «Clara (The Night Is Dark)».
Las entradas para la gira de debut de Gibson, que se desarrolló entre octubre de 2022 y febrero de 2023, se agotaron en las 15 fechas, que hicieron escala en Europa y América, Nueva Zelanda y Australia. Antes de esta gira, había hecho esporádicos pop up shows y festivales a partir de finales de 2021, como el ya mencionado Boiler Room e ir de B2B con Swedish House Mafia.
En una puntada de TikTok el 31 de enero de 2023 con el usuario "@maddysb99", Fred confirmó que su nombre «Fred again..» vino de una línea en la película de acción real «Scooby-Doo» donde Fred, en la voz de Daphne dice: «Soy Fred otra vez..».